# Dolmen du Crapaud
Le Dolmen du Crapaud est situé au lieu-dit Les Granges, sur la commune de Billiers, dans le Morbihan en Bretagne. Il fait l’objet d’un classement au titre des monuments historiques depuis le 1er mars 1978.

## Histoire
Ce dolmen est d'un type difficile à préciser. Il ne subsiste qu'une partie de la chambre quadrangulaire, le couloir d'accès a disparu, victime du recul de la falaise depuis l'époque néolithique.

## Galerie

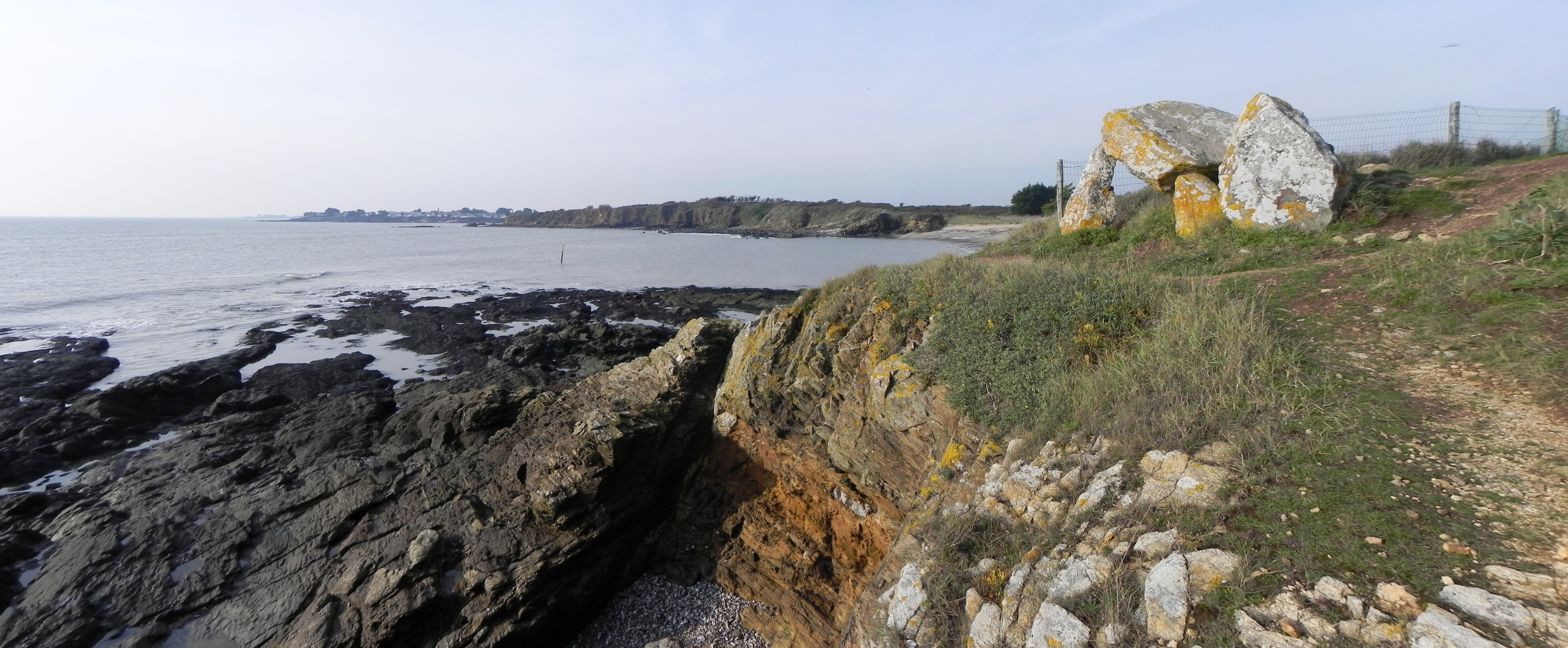
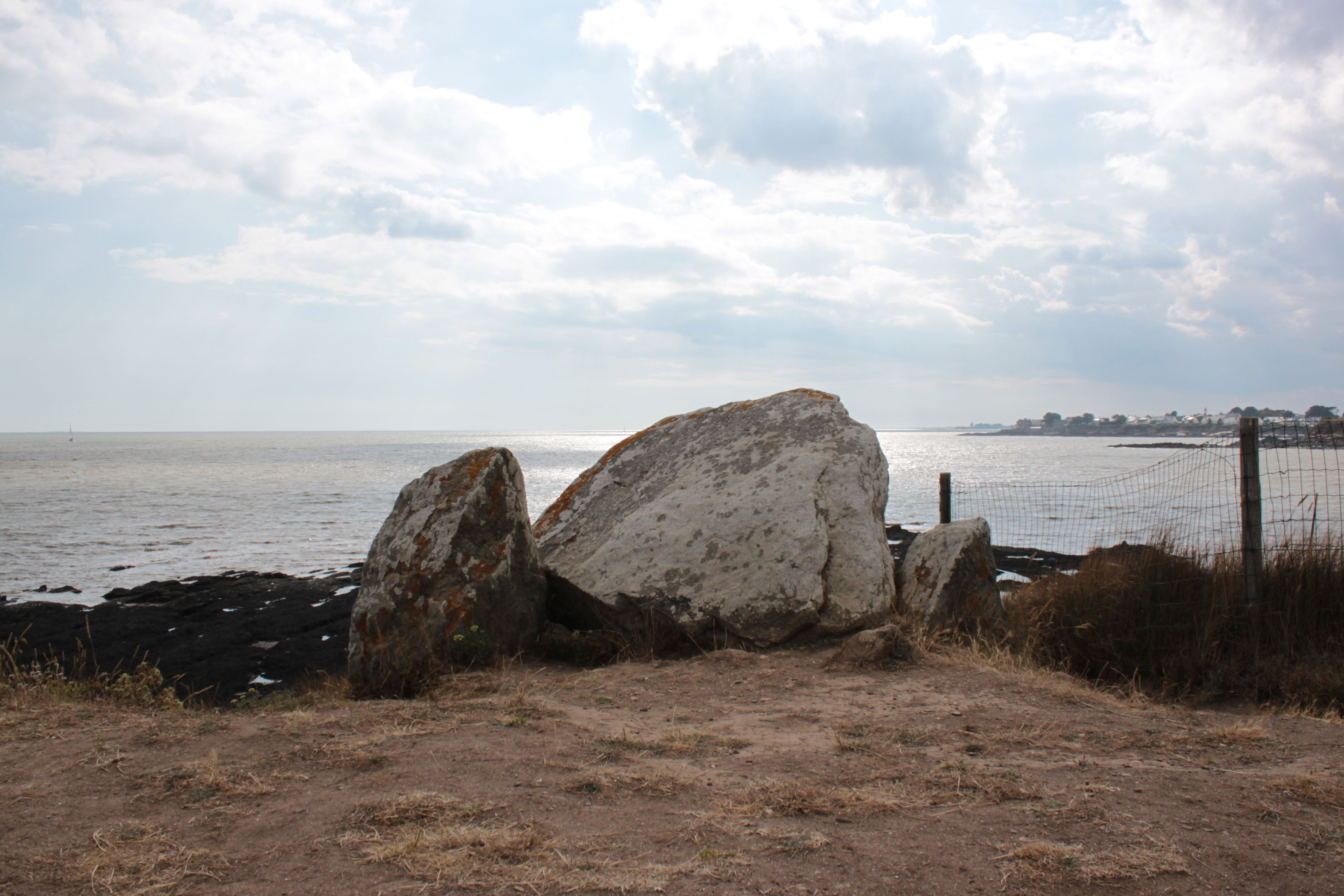